# Perry Christie
Perry Gladstone Christie, född den 21 augusti 1944 i Nassau, är en bahamansk politiker för Progressive Liberal Party (PLP). Han var premiärminister i Bahamas 2002 till 2007.  2012 ledde Christie på nytt PLP till valseger, och blev 8 maj 2012 på nytt insatt som premiärminister. År 2017 efterträddes han på posten av Hubert Minnis. Christie har vunnit sin valkrets Centreville vid varje val sedan 1977.

## Bakgrund
Perry Christie var med och grundade the Valley Boys, en organisation som gjort sig känd för sitt deltagande i den årliga Junkanno-paraden och the Pioneers Sporting Club.
Christies skicklighet som idrottsman ökade genom träningen i the Pioneers. Detta gjorde att han fick representera Bahamas i West Indies Federation Games i Kingston i Jamaica 1960 och vid Central American and Caribbean Games i Kingston år 1962 där han tog en bronsmedalj i tresteg.
Christie var student vid Eastern Senior School i New Providence, the University Tutorial College, Inner Temple i London och University of Birmingham (där han avlade examen med högsta betyg 1969). Han är gift och har tre barn.